# Суфино
Су́фино — деревня в Аргаяшском районе Челябинской области. Входит в состав Норкинского сельского поселения.

## География
Расположена в центральной части района, на берегу озера Тизяк-Кульмяк (Муклян-Кульмяк). Расстояние до районного центра, села Аргаяш, 6 км.

## История
Деревня основана во II половине XVIII века вотчинниками Балакатайской волости (с кочевья Алгазы Ялтыкова из деревни Ялтыкова).

## Население
| 2002 | 2010 |
| ---- | ---- |
| 162  | ↘137 |

(в 1868 — 142, в 1873 — 153, в 1900 — 241, в 1916 — 261, в 1970 — 293, в 1983 — 186, в 1995 — 170)

## Улицы
- Улица 1 Мая
- Колхозная улица
- Озерная улица

## Инфраструктура
- ФАП
- ЗАО «Примерное»